# Leptolalax arayai
Leptolalax arayai är en groddjursart som beskrevs av Matsui 1997. Leptolalax arayai ingår i släktet Leptolalax och familjen Megophryidae. IUCN kategoriserar arten globalt som sårbar. Inga underarter finns listade i Catalogue of Life.